# Blythe (joguina)
La Blythe (ブライス bu-ra-i-su?, es pronuncia aproximadament "blaiz") és una nina creada el 1972 per la desapareguda companyia de joguines nord-americana Kenner. A diferència de Barbie, Blythe no té parella formal i no es dona informació sobre la seva professió. Aquest fet possibilita encara més les modificacions que molts dels seus propietaris realitzen en elles, consistents en retocs de cabell, color d'ulls (es canvia una peça anomenada 'eyechip'), maquillatge, cos, mecanisme intern, roba, complements. De fet, la subcultura Blythe ha crescut d'una forma extremadament ràpida a Internet, organitzada en fòrums i grups d'usuaris. Hi ha tot un mercat virtual de dissenyadors de roba Blythe i "customitzadors" (experts en realitzar les modificacions que normalment cobren pels seus serveis en expansió.

## Història
Les nines Blythe van ser creades inspirant-se en els dissenys de Margaret Keane, de manera similar a moltes altres nines americanes dels 60 i 70. La seva principal característica eren els seus ulls, que tenien la possibilitat de ser tancats a voluntat, a més de canviar de color gràcies a una corda amb un tirador (coneguda popularment com a 'pullstring') situada a la part posterior del cap, oculta pel cabell. Les nines Blythe només es van vendre als EUA (encara que la seva producció es feia a Hong Kong) durant l'any 1972, ja que no van ser gaires (les nenes americanes de l'època tenien por del seu cap desproporcionat) fet que les va fer desaparèixer de les botigues ràpidament.
Trenta anys després del seu llançament inicial, les Blythe van recuperar la seva popularitat inesperadament. El 1997, la productora Gina Garan va rebre una Kenner Blythe original de 1972 com a regal d'un amic i va començar a fer-la servir com a model per millorar les seves habilitats com a fotògrafa. Va començar a emportar-se la seva Blythe allà on anava, agafant centenars d'instantànies. Més tard, el 1999, una trobada casual amb la japonesa Junko Wong, responsable de CWC, va aconseguir que les Blythe cridessin l'atenció dels executius de Parco - un popular centre comercial japonès - i dels fabricants japonesos de joguines.
L'any 2000, Gina va publicar el seu primer llibre de fotografia Blythe a Chronicle Books, This is Blythe. Més tard en el mateix any, la companyia americana Hasbro (successora de Kenner) va cedir els drets de Blythe a la japonesa Takara. La primera 'Neo Blythe' (ja desenvolupada per Takara) va ser utilitzada a una campanya televisiva dels magatzems Parco amb un instantani i rotund èxit. Aquest fet va permetre la tornada de Blythes als EUA i a la resta del món, però aquesta vegada convertides en un producte de 'col·leccionista' destinat a un públic adult.